# Safwa (Arabie saoudite)
Pour les articles homonymes, voir Safwa.
Safwa est une ville d'environ 70 000 habitants, entre Qatif et al-Jubayl,  de la province orientale d'ach-Charqiya d'Arabie saoudite, sur le golfe Persique.